# Pionierorganisation Ernst Thälmann

Emblem der Pionierorganisation Ernst Thälmann

Wimpel der Jungen Pioniere

Die Pionierorganisation „Ernst Thälmann“, benannt nach dem ehemaligen Vorsitzenden der Kommunistischen Partei Deutschlands (KPD) Ernst Thälmann, war in der Deutschen Demokratischen Republik (DDR) die politische Massenorganisation für Kinder. Ihr gehörten seit den 1960er/1970er Jahren fast alle Schüler vom ersten bis zum siebten Schuljahr als Jung- oder Thälmannpioniere an. Die Pionierorganisation, die der Freien Deutschen Jugend (FDJ) angegliedert war, wurde am 13. Dezember 1948 gegründet und im August 1990 aufgelöst. Vom Gründungstag abgeleitet, wurde der 13. Dezember deshalb in der DDR als Pioniergeburtstag begangen. Die Pionierorganisation der DDR war vollständig nach dem sowjetischen Vorbild der Pionierorganisation Wladimir Iljitsch Lenin des Komsomol aufgebaut und organisiert. Diese wiederum wurde wesentlich durch die Ideen der Pfadfinderbewegung und das Buch Scouting for Boys von Robert Baden-Powell angeregt.

## Bedeutung innerhalb der DDR

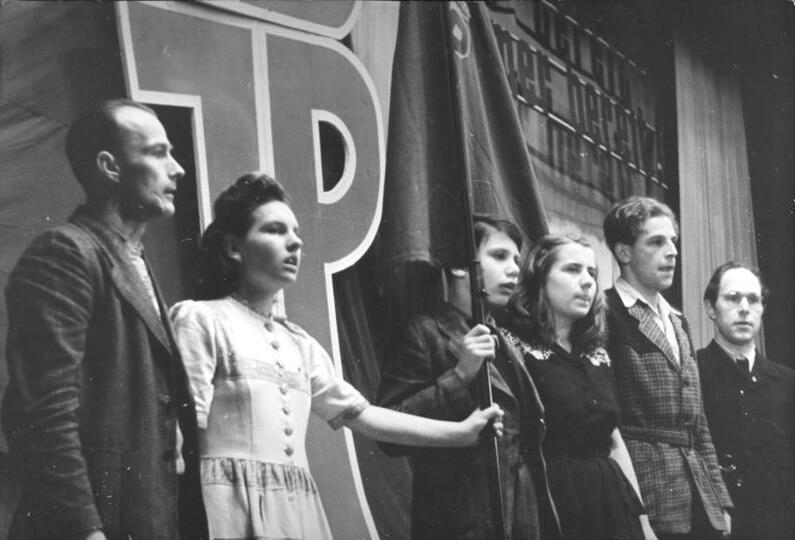
Am 20. März 1949 fand im alten Berliner Friedrichstadt-Palast die Gründungsfeier des Verbandes der „Jungen Pioniere“ statt

Die Pionierorganisation war als politische Kinderorganisation und Teil des einheitlichen sozialistischen Schulsystems in der DDR fest in die Schulen integriert. Sie bildete die Vorstufe zur Mitgliedschaft in der FDJ.
Die Organisation stellte stets das Kollektiv in den Mittelpunkt, Individualismus war wenig erwünscht. Das Tragen des Halstuches war in den Schulen an den Tagen mit Fahnenappell und an solchen, an denen sich die Pioniergruppe nach der Schule regelmäßig traf (den Pioniernachmittagen), sowie einigen sozialistischen Feiertagen, wie dem Pioniergeburtstag, mit Nachdruck erwünscht.
Die Pionierorganisation hatte in der DDR für die heranwachsende Generation auch eine Bedeutung bezüglich der (staatlich geförderten) Möglichkeiten zur Freizeitgestaltung in einem Pionierhaus und der Unterstützung der späteren individuell zu treffenden Berufswahl, letzteres u. a. auf den Pionierschiffen. Diese dienten außer der Freizeitgestaltung auch dazu, Interesse für maritime Berufe zu wecken, was für den Aufbau der DDR-Handelsflotte notwendig war.
Außerdem wurden die Pioniere motivierend dazu erzogen, staatlich vorgegebene Projekte zu unterstützen, z. B. durch Altstoffsammlungen.

## Gründung
Im Juni 1946 wurde auf dem I. Parlament der FDJ beschlossen, Gruppen für Kinder zu gründen. Eine Gründung des Verbandes der Jungen Pioniere erfolgte dann am 13. Dezember 1948, mithin vor Gründung der DDR, auf Grundlage der Beschlüsse der SED. Vorsitzende des Verbandes wurde ab 1949 Margot Feist, die 1953 Erich Honecker heiratete. Vorbild war die sowjetische Pionierorganisation Wladimir Iljitsch Lenin. Während der Weimarer Republik hatte die Kommunistische Partei Deutschlands eine Kinderorganisation namens Jung-Spartakus-Bund.

## Untergliederung

### Jungpioniere

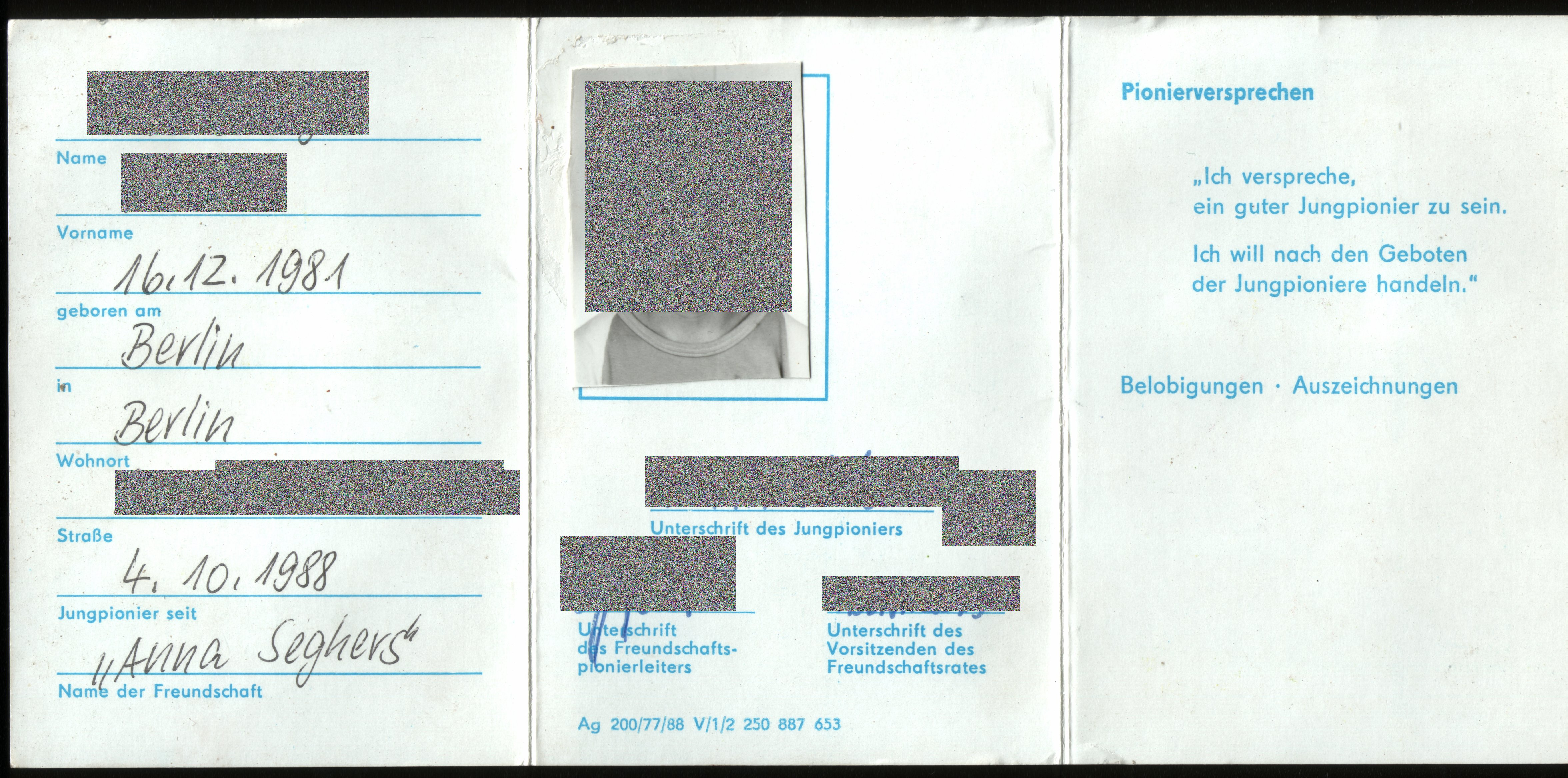
Mitgliedskarte für Jungpioniere der DDR, Innenseite, 1988

Die Pioniere der 1. bis 3. Schulklasse (von sechs bis neun Jahren) zählten zu den Jungpionieren und trugen zu besonderen Anlässen blaue Halstücher.
Die Gebote der Jungpioniere, die auch auf der Pionierausweis genannten Mitgliedskarte standen, lauteten zunächst:
- „Wir Jungpioniere lieben unsere Deutsche Demokratische Republik.“
- „Wir Jungpioniere achten (bzw. lieben) unsere Eltern.“
- „Wir Jungpioniere lieben den Frieden.“
- „Wir Jungpioniere halten Freundschaft mit den Kindern der Sowjetunion und aller Länder.“
- „Wir Jungpioniere lernen fleißig, sind ordentlich und diszipliniert.“
- „Wir Jungpioniere achten alle arbeitenden Menschen und helfen überall tüchtig mit.“
- „Wir Jungpioniere sind gute Freunde und helfen einander.“
- „Wir Jungpioniere singen und tanzen, spielen und basteln gern.“
- „Wir Jungpioniere treiben Sport und halten unseren Körper sauber und gesund.“
- „Wir Jungpioniere tragen mit Stolz unser blaues Halstuch.“

Später wurde das zehnte Gebot um einen Satz ergänzt:
- „Wir bereiten uns darauf vor, gute Thälmannpioniere zu werden.“

### Thälmann-Pioniere

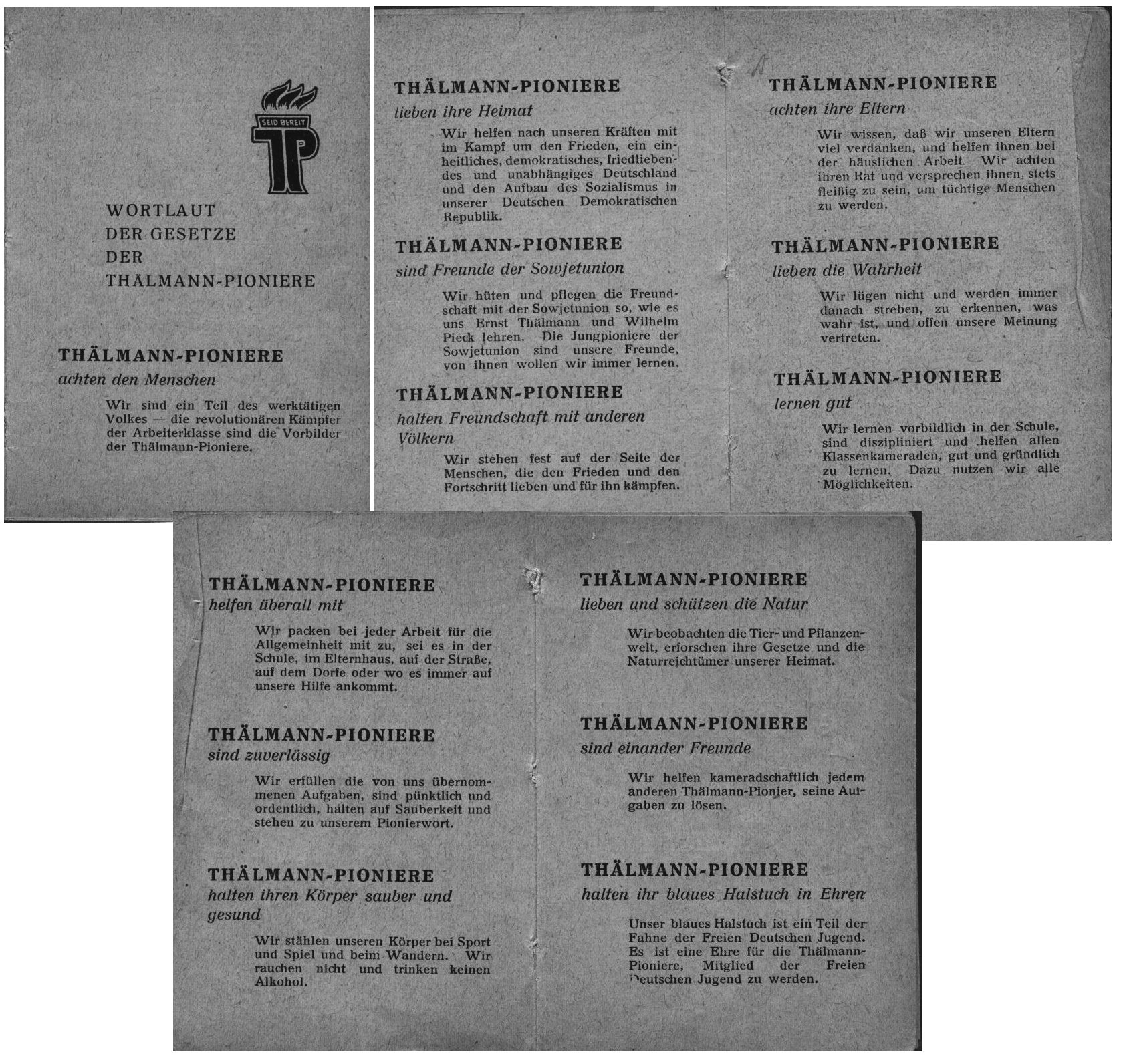
Gesetze der Thälmann-Pioniere aus den 1960er Jahren

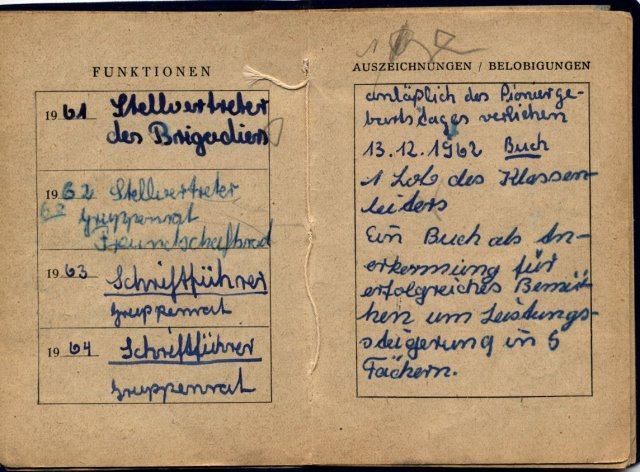
Funktionen, Belobigungen und Auszeichnungen eines Thälmann-Pioniers

Die Pioniere der 4.–7./8. Klasse (9/10 bis 13/14 Jahre) wurden nach dem KPD-Vorsitzenden Ernst Thälmann Thälmann-Pioniere genannt und trugen zu feierlichen Anlässen bis zum 10. Dezember 1973 ebenfalls ein blaues, ab da schrittweise ein rotes Halstuch. Für sie galten, abgeleitet von den Geboten der Jungpioniere, nun die Gesetze der Thälmann-Pioniere.
Sie legten in den 1960er Jahren das folgende Gelöbnis ab:

„Ernst Thälmann ist unser Vorbild. Als Thälmann-Pionier gelobe ich, so zu leben, zu lernen und zu kämpfen, wie es Ernst Thälmann lehrt, getreu unserem Gruß bin ich: Für Frieden und Sozialismus immer bereit!“

Am Ende der 7. Klasse oder am Anfang der 8. Klasse erfolgte meist die Aufnahme in die Freie Deutsche Jugend (FDJ), damit endete die Mitgliedschaft in der Pionierorganisation.

## Mitgliedschaft
Die Mitgliedschaft bei den Jungen Pionieren sowie den Thälmann-Pionieren war formal freiwillig. Andererseits wurde sie seitens des Staates und damit der Schule sowie von vielen Eltern als selbstverständlich angesehen. In der Praxis ging die Initiative für die Aufnahme aller Schüler einer Klasse von der Schule aus. Wie die Mitgliederquote von bis zu 98 Prozent der Schüler (in den späteren Jahren der DDR) zeigt, mussten die Sechs- bzw. Zehnjährigen (oder deren Eltern) von sich aus aktiv werden, um nicht Mitglied zu werden. Dennoch gab es auch Kinder, die nicht Mitglied wurden. Selten wurden auch Schüler wegen schlechter schulischer Leistungen oder schlechten Benehmens „zur Strafe“ nicht aufgenommen oder von der weiteren Mitgliedschaft ausgeschlossen.

### Aufnahmetermin
Aufnahmetermin war jeweils der 13. Dezember, an dem 1948 die Pionierorganisation gegründet worden war. Dabei wurden Schüler üblicherweise in der ersten Klasse Jungpionier und in der vierten Klasse Thälmann-Pionier. Die Aufnahme war auch in späteren Schuljahren immer noch möglich, jedoch mussten künftige Thälmann-Pioniere ein Jahr Jungpionier gewesen sein.
- Sommer 1949: 714.258 Pioniere (circa 30 Prozent aller schulpflichtigen Kinder in der sowjetischen Besatzungszone)
- etwa 1959: mehr als 50 Prozent der Schulkinder sind Mitglied der Pionierorganisation
- 1989: fast zwei Millionen Schüler, also circa 98 Prozent der Schulkinder, waren Mitglied der Pionierorganisation

## Organisation
Die Pionierorganisation war nach dem Prinzip des demokratischen Zentralismus organisiert. Die Organisationsstruktur war bis auf die unterste Ebene jeder einzelnen Schulklasse festgelegt.

### Gruppenrat
Die Pioniere einer Schulklasse bildeten eine Pioniergruppe und wählten einen Gruppenrat. Der Gruppenratsvorsitzende, vergleichbar mit einem Klassensprecher, arbeitete mit den Lehrern und dem Gruppenpionierleiter (ehrenamtliche Funktion, häufig war dies der Lehrer, es konnte aber auch ein FDJler aus den oberen Klassen der Schule sein) zusammen. Weiterhin gab es einen stellvertretenden Gruppenratsvorsitzenden, einen Schriftführer, einen Kassierer, einen Agitator und möglicherweise weitere Mitglieder mit bestimmten Funktionen, wie Wandzeitungsredakteur oder zur Vorbereitung von Sportfesten oder Feiern.

### Freundschaftsrat
Alle Jung- und Thälmannpioniere jeder polytechnischen Oberschule bildeten eine „Pionierfreundschaft“ und wählten einen Freundschaftsrat, vergleichbar mit einer Schülervertretung. Dieser bildete das formale Leitungsgremium und bestand aus einigen Pionieren, die bei einer jährlichen Wahl aus jeder Klasse entsandt wurden. Der Freundschaftsrat wählte einen Freundschaftsratsvorsitzenden. An den Sitzungen des Freundschaftsrats nahm der Freundschaftspionierleiter mit Stimmrecht teil. Dieser war ein hauptamtlicher FDJ-Funktionär, der für das Pionierleben an der Schule organisatorisch und politisch verantwortlich war. Zur Ausbildung der Pionierleiter (an den Instituten für Lehrerbildung oder dem Zentralinstitut der Pionierorganisation „Ernst Thälmann“ in Droyßig) gehörte auch eine pädagogische Ausbildung, sie unterrichteten daher neben ihrer Pionierleitertätigkeit manchmal auch in geringem Umfang oder wurden als Vertretung eingesetzt.

### Vorsitzende der Pionierorganisation
- Dezember 1948 bis Juni 1949: Fridl Lewin
- Juni 1949 bis Dezember 1949: Kurt Morgenstern
- Dezember 1949 bis August 1955: Margot Feist (ab 1953 Margot Honecker)
- August 1955 bis Dezember 1957: Heinz Plöger
- Dezember 1957 bis September 1964: Robert Lehmann
- September 1964 bis 8. Februar 1971: Werner Engst
- 8. Februar 1971 bis 9. Januar 1974: Egon Krenz
- 9. Januar 1974 bis Dezember 1985: Helga Labs
- Dezember 1985 bis November 1989: Wilfried Poßner
- November 1989 bis zur Auflösung: Birgit Gappa

## Kleidung
Die Pionierkleidung bestand aus weißen Blusen und Hemden, die in Sportartikelgeschäften erworben werden konnten. Auf dem linken Ärmel befand sich ein Aufnäher mit dem gestickten Emblem der Pionierorganisation und gegebenenfalls ein Rangabzeichen mit Streifen in der Farbe des Halstuchs. Diese Rangabzeichen waren drei Streifen für Freundschaftsratsvorsitzende, zwei Streifen für Gruppenratsvorsitzende und Freundschaftsratsmitglieder, ein Streifen für alle weiteren Gruppenratsmitglieder. Teilweise wurden auch Symbole für besondere Funktionen an dieser Stelle aufgenäht, zum Beispiel ein rotes Kreuz für einen Jungen Sanitäter. Dazu wurden dunkelblaue Hosen oder Röcke getragen und als Kopfbedeckung diente ein dunkelblaues Käppi mit dem Pionier-Emblem als Kokarde. Anfang der 1970er Jahre kamen noch eine Windjacke/Blouson und eine dunkelrote Freizeitbluse hinzu.
Vollständig wurde die Pionierkleidung allerdings höchstens zu besonderen Anlässen getragen, beispielsweise bei den Fahnenappellen, zu Gedenktagen oder festlichen Schulveranstaltungen, vorgeschrieben war sie jedoch meist nicht.
Ab den 1960er Jahren wurde vielerorts auf die Vorschrift von Hose/Rock verzichtet, auch bezüglich des Käppis lockerte sich die Kleiderordnung. Zu Pioniernachmittagen oder anderen Aktivitäten wurde häufig auch nur das dreieckige Halstuch getragen. Im Unterschied zur Sowjetunion und anderen Ostblockländern war in der DDR ein blaues Halstuch üblich. Erst ab 1973, zum 25-jährigen Bestehen der Organisation, wurde für die Thälmannpioniere das rote Halstuch eingeführt, während die Jungpioniere beim blauen Halstuch blieben. Der Wechsel der Farbe des Halstuches wurde in der Pionierorganisation feierlich gestaltet.
Ab 1988 gab es ein erweitertes Kleidungssortiment, das aus einem Nicki in den Farben Weiß, Hellgelb, Türkis oder Rosa (mit einem Aufdruck des Symbols der Pionierorganisation), einer langen und kurzen Hose mit einem Schnappgürtel sowie für die kälteren Monate einer gefütterten Windjacke in rot für Mädchen und grau für Jungen bestand.
Geeignete Pioniere wurden als Sanitäter ausgebildet; diese trugen nach ihrer Ausbildung das Ansteck-Abzeichen „Junger Sanitäter“.

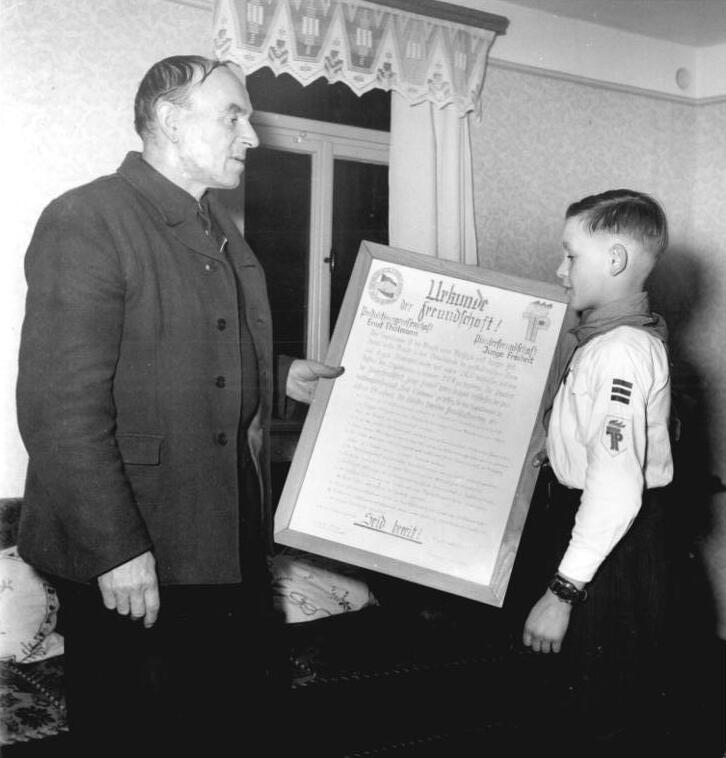
Ein Pionier mit drei Streifen am Ärmel des Pionierhemdes, die ihn als Vorsitzenden des Freundschaftsrats kennzeichnen, überreicht einen Freundschaftsvertrag an die Patenbrigade
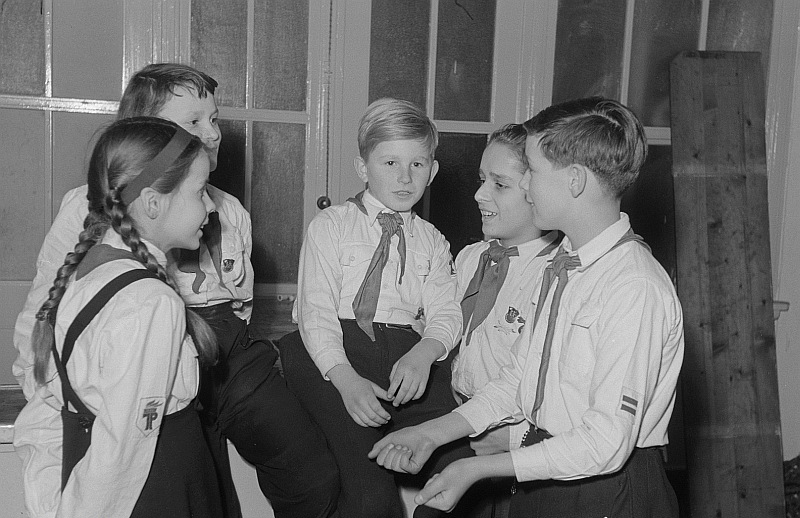
Ein Pionier mit zwei Streifen am Ärmel des Pionierhemdes ist Gruppenratsvorsitzender oder Freundschaftsratsmitglied
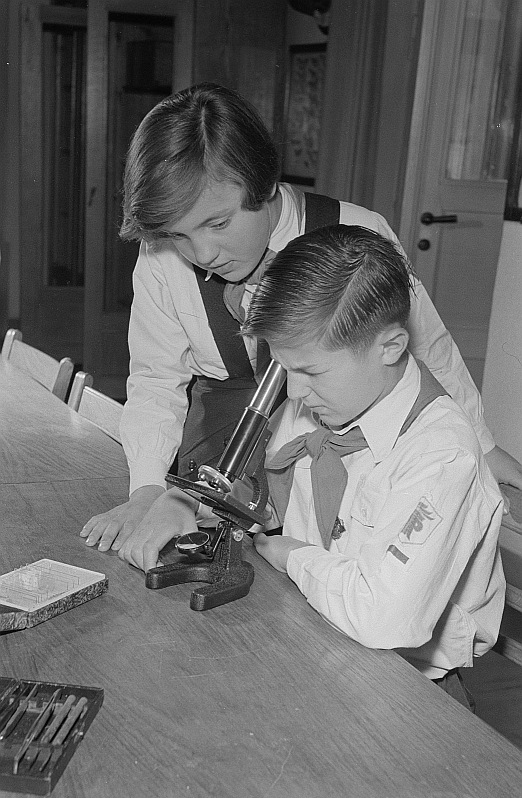
Ein Pionier mit einem Streifen am Ärmel ist Mitglied des Gruppenrates
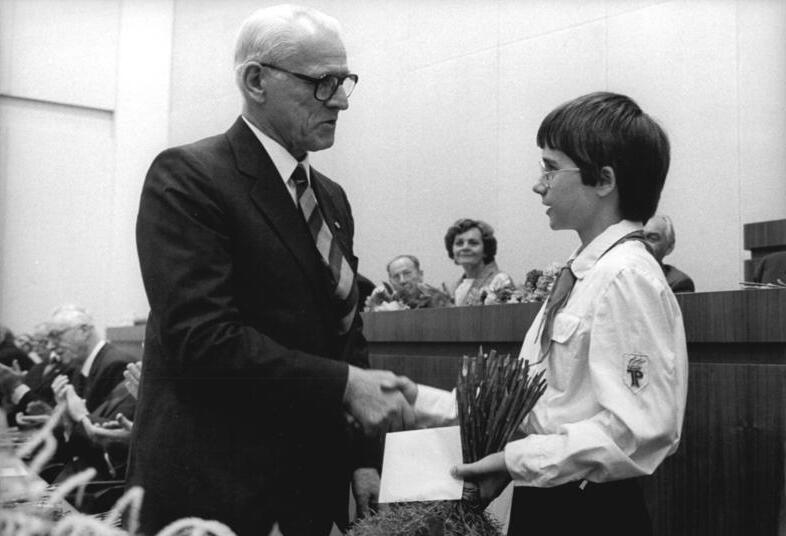
Ein einfacher Pionier hat nur das Emblem auf dem Ärmel (hier mit Willi Stoph)
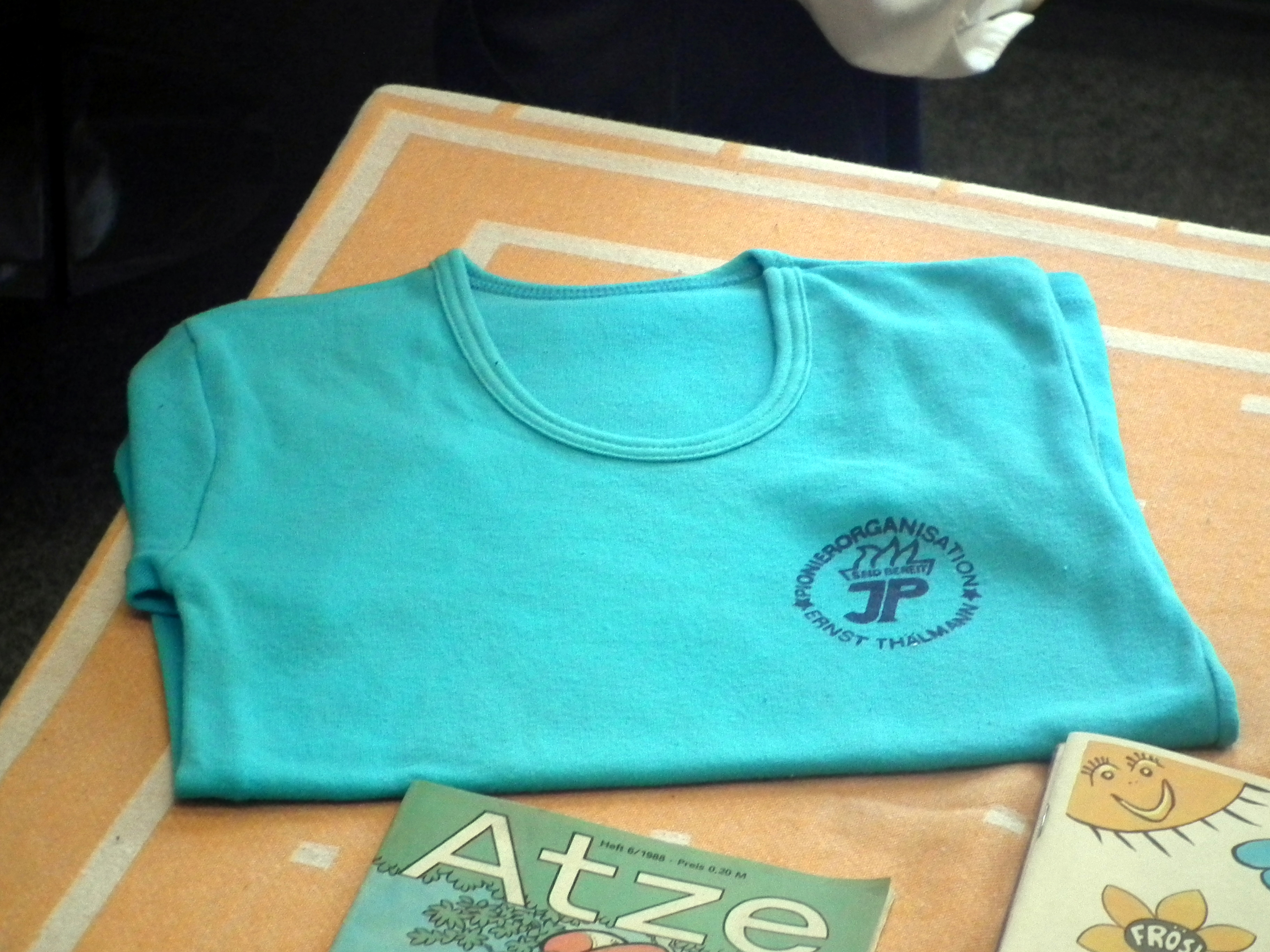
Nicki in Türkis
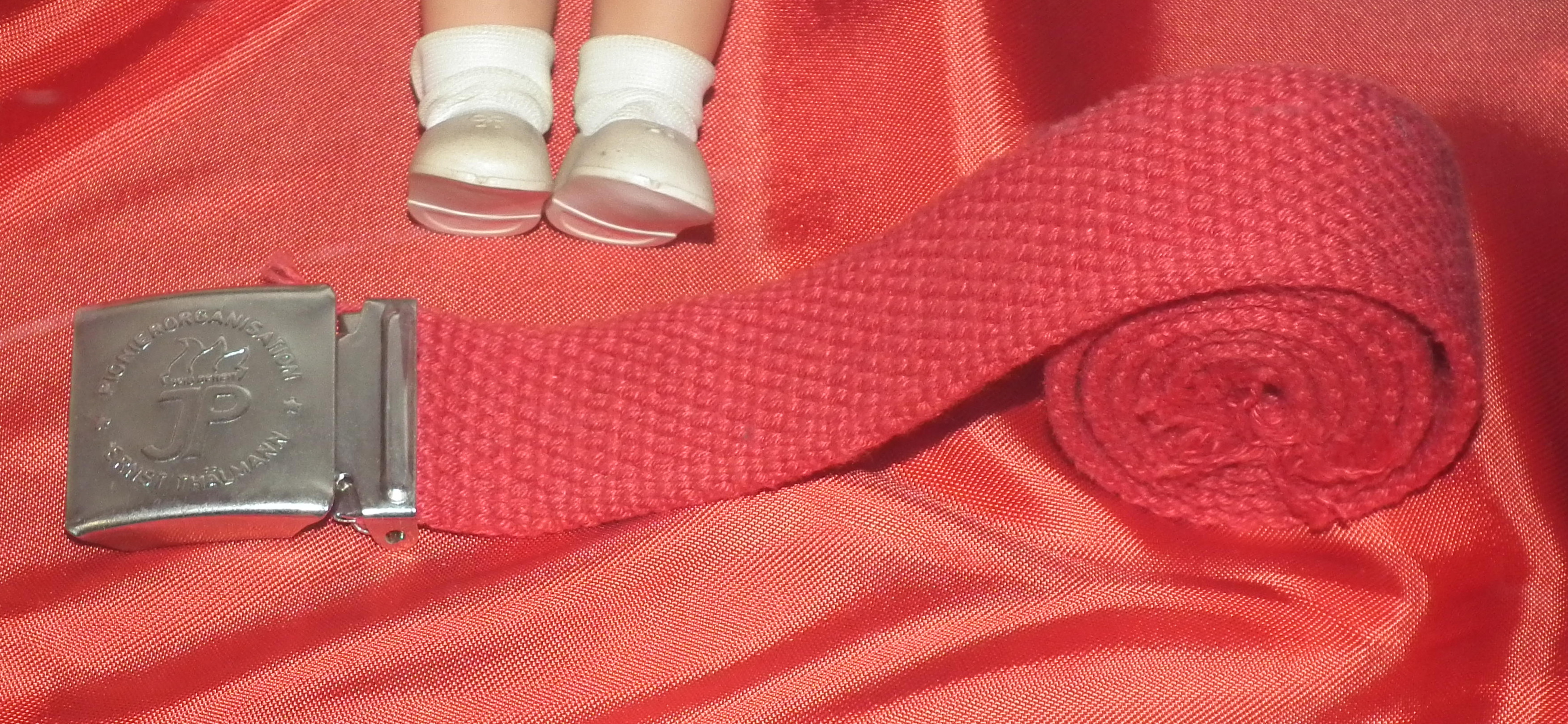
Gürtel in Rot
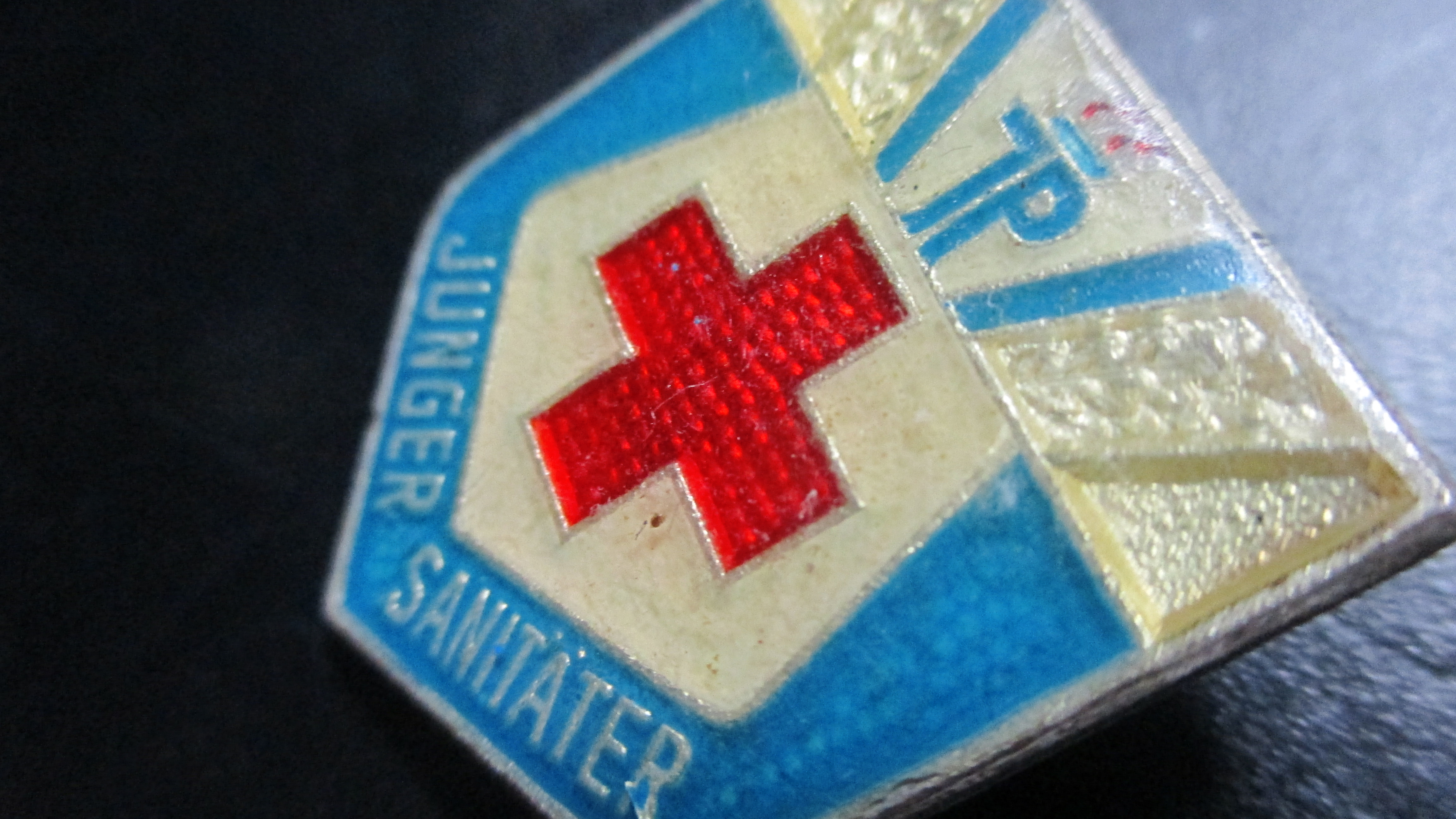
Ansteck-Abzeichen „Junger Sanitäter“
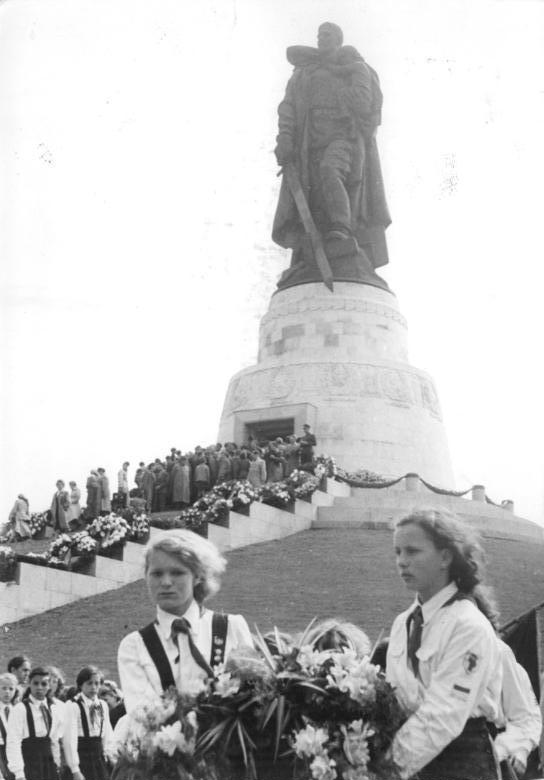
Delegation der Pionierorganisation Ernst Thälmann 1954 am Sowjetischen Ehrenmal im Treptower Park

## Losung und Gruß

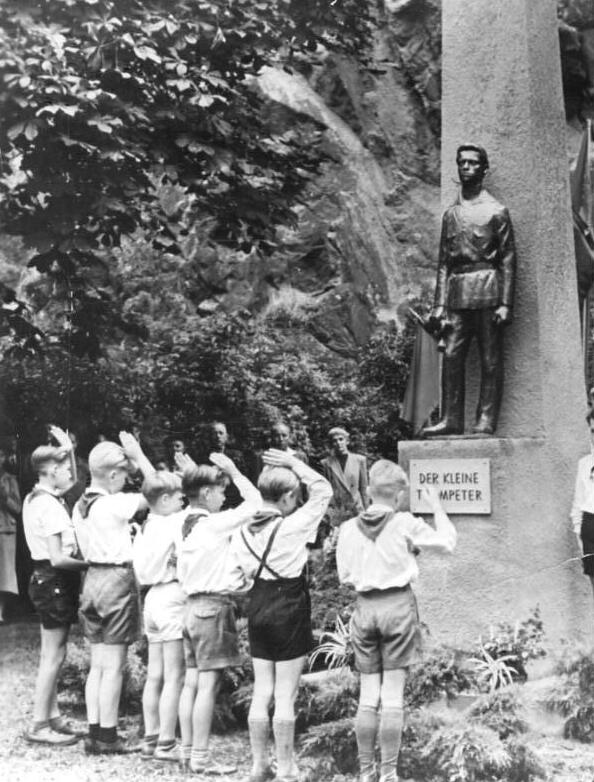
Thälmannpioniere beim Gruß vor dem Fritz-Weineck-Denkmal in Halle (Saale), 1958

Die Pioniere hatten eine eigene Losung: „Für Frieden und Sozialismus [zunächst: Völkerfreundschaft]: Seid bereit!“ – Die Antwort der Gruppe war daraufhin: „Immer bereit!“, meist verkürzt auf „Seid bereit! – Immer bereit!“. Ursprung der Losung war der Gruß „Будь готов! – Всегда готов!“ der sowjetischen Pionierorganisation Wladimir Iljitsch Lenin. Der erste Teil dieser Losung wurde nach dem Antreten zum Fahnenappell vom Freundschaftsratsvorsitzenden gerufen und der zweite Teil von allen Pionieren erwidert. Hierbei wurde der rechte Arm gehoben und die flache Hand so über dem Kopf gehalten, dass der Daumen zum Kopf und der kleine Finger zum Himmel zeigte. Manchmal grüßte so auch der Lehrer die Schüler zum Beginn der Unterrichtsstunde, die dann in der oben geschilderten Weise erwiderten, hob aber dabei nicht die Hand zum Gruß.

## Pionierehrenwort
Zur Bekräftigung der Wahrheit einer Aussage verwendeten Pioniere in Kinderbüchern und Kinderfilmen oft das Pionierehrenwort. „Ich war das nicht. Pionierehrenwort!“; „Morgen komme ich ganz bestimmt, großes Pionierehrenwort!“ Im allgemeinen Sprachgebrauch von Erwachsenen wurde „... großes Pionierehrenwort ...“ oft auch ironisch als Bestätigung einer Aussage verwendet.

## Pionierobjekt
Als Pionierobjekt wurde ein Objekt bezeichnet, dessen Pflege, Verschönerung oder Erschaffung ein längerfristiger Auftrag für Pioniergruppen war. Dazu zählten Aufträge wie die Pflege von Gedenkstätten und öffentlichen Gärten oder die Mithilfe in sozialen Einrichtungen. Die Pioniere sollten so Verantwortlichkeit gegenüber ihrer Umwelt erlernen, außerdem wurden auf diese Weise Werte gepflegt bzw. geschaffen.

## Zeitungen
- Zeitung der Pionierorganisation

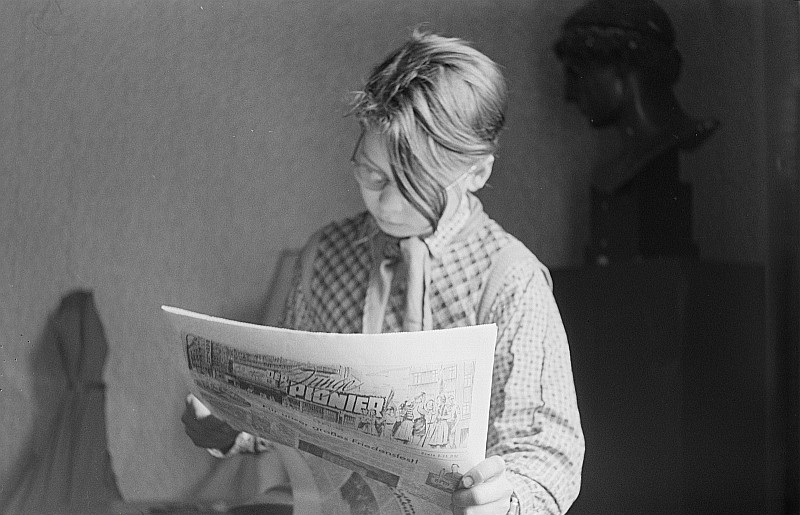
Ein „Der junge Pionier“ lesender junger Pionier, 1950

  - Unsere Zeitung – Februar 1947 bis Dezember 1948
  - Der junge Pionier – Dezember 1948 bis 1958
  - Trommel – Zeitung für Thälmannpioniere und Schüler (Organ der Zentralleitung der Pionierorganisation „Ernst Thälmann“), Verlag Junge Welt, erschien wöchentlich von 1958 bis 1991, Preis: 10 Pfennig
- weitere Presseerzeugnisse für Pioniere:
  - FRÖSI – Anfangs „Fröhlich sein und singen“ (nach der Pionierhymne). Pioniermagazin für Mädchen und Jungen der DDR, das unter anderem Beilagen zum Basteln und Experimentieren enthielt. Erschien monatlich von 1953 bis 1991, (zwischenzeitlich eingestellte Neuauflage ab Mai 2005) Originalpreis: 70 Pfennig[4]
  - Atze – Comic-Heft mit teilweise heroischen Geschichten. Erschien monatlich; Preis: 20 Pfennig
  - Die ABC-Zeitung – für Jungpioniere der 1. bis 3. Schulklasse, erschien monatlich seit 1946, Preis: 30 Pfennig
  - Bummi richtete sich zwar an Vorschulkinder, stimmte diese aber durch Darstellung von Jungen Pionieren auf die Mitgliedschaft in der Pionierorganisation ein, Preis: 25 Pfennig.
  - Płomjo (deutsch „Flamme“) – sorbischsprachige Pionierzeitschrift, herausgegeben vom FDJ-Zentralrat (1960 / 6000 Leser)

## Pionierpalast Berlin
In Berlin an der Wuhlheide befand sich ab 1951 ein Pionierpark mit der darin verkehrenden Pioniereisenbahn, der 1979 mit dem aufwändigen Pionierpalast „Ernst Thälmann“ ergänzt wurde. Hier gab es ein sehr vielseitiges und anspruchsvolles Freizeitangebot, Höhepunkt waren ein „Kosmonautentrainingszentrum“ sowie ein Schwimmbad. Die Anlage existiert heute unter der Bezeichnung Freizeit- und Erholungszentrum (FEZ).

## Zentrale Pionierlager
Die Freie Deutsche Jugend (FDJ) organisierte zahlreiche zentrale Pionierlager (ZPL), die Kindern kostenlose Ferienaufenthalte ermöglichten. Einige zentrale Pionierlager unterhielten auch Austauschprogramme mit anderen Pionierferienlagern im „sozialistischen Ausland“ und einzelne boten zeitweise Kinderreisegruppen meist aus dem gewerkschaftlichen Umfeld aus dem westlichen Ausland freie Kost und Logis. Bevorzugte Länder waren dabei die Bundesrepublik, Italien, Frankreich und Spanien. Die Begegnung mit Kindern aus dem westlichen Ausland stellte für die Kinder aus der DDR einen zusätzlichen Anreiz dar, ihre Ferien in einem Pionierferienlager zu verbringen, da sie so erstmals eine gewisse, wenn auch eingeschränkte „Weltoffenheit“ spürten.
Zum festen Programm in den Pionierferienlagern gehörten neben Spiel und Erholung Rituale wie der Fahnenappell und Gruppennachmittage. Eine wichtige Aufgabe der Pionierferienlager war die Schulung von jungen Führungskräften der Pionierorganisation, wie den Mitgliedern der Gruppenräte.
Von den Pionierlagern zu unterscheiden sind die in großer Anzahl von den volkseigenen Betrieben organisierten Betriebsferienlager. Pionierkleidung wurde dort zumeist nicht getragen (zu profan für „Ehrenkleidung“), es fanden kaum Rituale statt. Trotzdem wurden Bezüge zum Dasein eines Kindes als Pionier hergestellt, z. B. bei touristischen Wettbewerben oder einer ersten Sanitäterausbildung.
Die wirtschaftlichen Belastungen aus dem Betrieb eines Zentralen Pionierlagers übernahmen, durchaus nicht immer freiwillig, große Trägerbetriebe, so die Mathias-Thesen-Werft Wismar für das ZPL Boltenhagen-Tarnewitz oder die Neptunwerft Rostock für das ZPL am Feisnecksee bei Waren an der Müritz. Die Kinder von Mitarbeitern dieser Trägerbetriebe, die oft als ganz normale Ferienlagerkinder in eigenen Feriengruppen anwesend waren, beobachteten mit Staunen das rituelle Treiben im ZPL.
Das ZPL in Einsiedel bei Karl-Marx-Stadt ist Handlungsort des Kinderbuches Die fröhlichen Einsiedler.
Bei der Aufarbeitung von Unterlagen des MfS wurde offenbar, dass die technischen Anlagen, so auch in Einsiedel, bei Unruhen in der DDR zur Internierung von Personen herangezogen werden sollten.

## Pionierrepublik Wilhelm Pieck
Am 16. Juli 1952 eröffnete der damalige Präsident der DDR, Wilhelm Pieck, das Pionierlager am Werbellinsee. Es war das am besten ausgestattete und größte Pionierlager in der DDR.
Die Pionierrepublik Wilhelm Pieck war ein nach dem Vorbild des sowjetischen Pionierlagers „Artek“ erbautes Pionierlager. Jeweils 1000 Thälmannpioniere konnten mehrere Wochen dort verbringen. In dieser Zeit wohnten sie in den verschiedenen Häusern zusammen mit Pionierleitern, die als Betreuer fungierten. Man traf dort Schüler und Pioniere aus anderen Staaten, arbeitete an Projekten und erhielt – fiel der Aufenthalt nicht in die Ferienzeit – Unterricht. Voraussetzung für die Teilnahme waren herausragende schulische Leistungen, eine „zweifelsfreie“ Gesinnung und möglicherweise auch die SED-Zugehörigkeit der Eltern.
Derzeit befindet sich auf dem Gelände die Europäische Jugenderholungs- und Begegnungsstätte Werbellinsee.

## Pionierschiffe

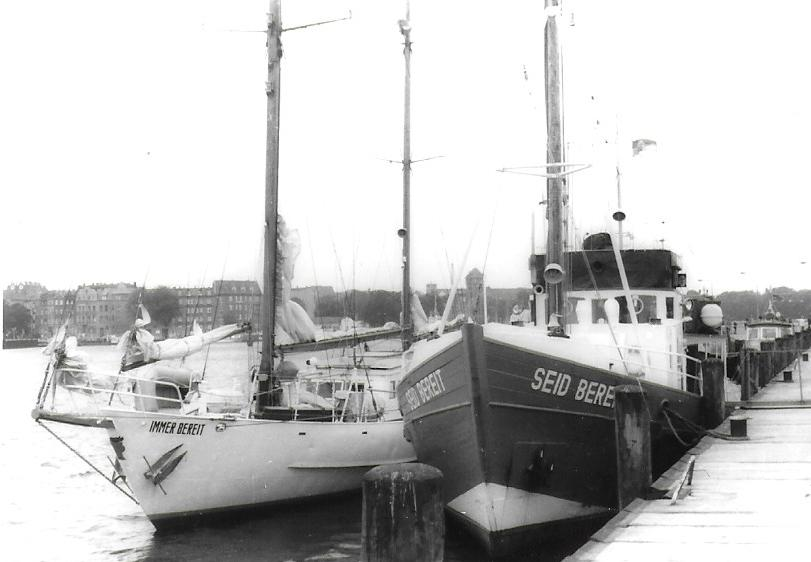
Die Pionierschiffe Immer bereit (Segelyacht) und der Kutter Seid bereit (ex KFK 327) 1981 im Hafen von Stralsund

Die Pionierorganisation „Ernst Thälmann“ der DDR war auch Eigner von „Pionierschiffen“. Diese sollten das Interesse an maritimen Berufen wecken, was für den Aufbau einer Handelsflotte der DDR notwendig war.

## Pionierlieder (Auswahl)
Zu zahlreichen Gelegenheiten wurden immer wieder die Lieder der Pioniere gesungen.
- Blaue Wimpel im Sommerwind – Komposition: Gerd Natschinski, Text: Manfred Streubel für den DEFA-Dokumentarfilm Blaue Wimpel im Sommerwind (1952)
- Der kleine Trompeter („Von all unsern Kameraden …“)
- Der Volkspolizist („Ich stehe am Fahrdamm …“) – Komposition: Hans Naumilkat, Text: Erika Engel-Wojahn
- Fernsehturmlied
- Friede auf unserer Erde – Komposition: Paul Dessau, Text: Bertolt Brecht nach Pablo Neruda
- Fröhlich sein und singen – Komposition: Hans Naumilkat, Text: Ilse und Hans Naumilkat
- Geh voran Pionier, Deine Heimat ruft nach Dir… – Komposition: Siegfried Bimberg, Text: Rainer Kirsch
- Gute Freunde („Soldaten sind vorbeimarschiert …“) – Komposition: Hans Naumilkat, Worte: Hans Georg Beyer
- Hab’n Se nicht noch Altpapier? – Komposition: Kurt Demmler, Text: Kurt Demmler
- Ich trage eine Fahne – Komposition: Eberhard Schmidt, Text: Helmut Hauptmann (1960)
- Immer lebe die Sonne (abgeleitet vom russischen Пусть всегда будет солнце, auch zweisprachig gesungen)
- Jetzt bin ich Junger Pionier – Komposition: Wolfgang Richter, Text: Walter Krumbach
- Kleine weiße Friedenstaube – Komposition: Manfred Winter, Text: Erika Mertke
- Laßt Euch grüßen, Pioniere
- Lied der jungen Naturforscher („Die Heimat hat sich schön gemacht …“) – Komposition: Gerd Natschinski, Text: Manfred Streubel für den DEFA-Dokumentarfilm Blaue Wimpel im Sommerwind (1952)
- Lied vom Drahtesel („Kling, Klingeling“) – Komposition: Ehm Kurzweg, Text: Henry Kaufmann
- Mein blaues Halstuch („Mein Schmuck ist mein Halstuch“) – Komposition: Ernst Hermann Meyer, Text: Willi Layh
- Nimm die Hände aus der Tasche
- Pioniere voran! („Hell scheint die Sonne …“) – Komposition: Wolfgang Richter, Text: Friedel Hart
- Pioniermarsch („Wir tragen die blaue Fahne …“) – Komposition: Gerd Natschinski, Text: Walter Krumbach
- Schneemann baun und Schneeballschlacht – Komposition: Siegfried Bimberg, Worte: Christel Neumann
- Thälmann-Lied („Heimatland, reck deine Glieder …“) – Komposition: Eberhard Schmidt, Text: KuBa
- Über allen strahlt die Sonne – Komposition: Ursula Gröger, Text: Ursula Gröger
- Unsere Heimat – Komposition: Hans Naumilkat, Text: Herbert Keller (1951)
- Wenn ich groß bin, gehe ich zur Volksarmee
- Wir lachen mit der Sonne

## Filme (Auswahl)
- Blaue Wimpel im Sommerwind – DEFA-Dokumentarfilm, Bericht vom Pioniertreffen im August 1952 in Dresden, 56 Min.; als VHS-Video: Icestorm Entertainment, Verlags-Nr. 10165, Berlin 2000.
- Ich bin ein Junger Pionier, Dokumentarfilm von Winfried Junge; 1973

## Pionierveranstaltungen

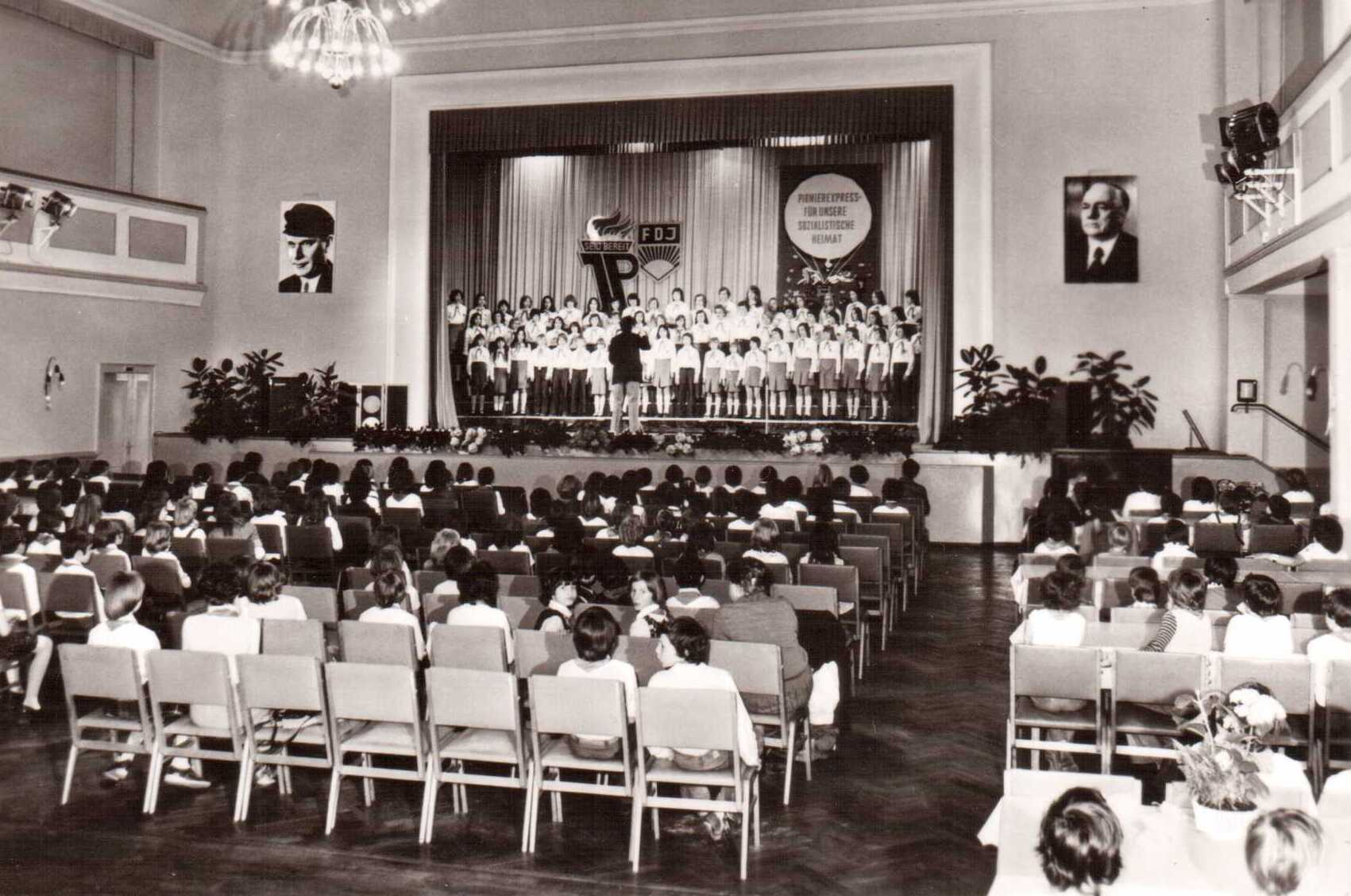
Pionierveranstaltung im Zwickauer Pionierhaus Wilhelm Pieck, 1979

Neben den üblichen Pioniernachmittagen fanden auch größere Feste und Veranstaltungen für die Jung- und Thälmann-Pioniere statt. So gab es in unregelmäßigen Abständen von 1952 bis 1988 insgesamt acht zentrale Pioniertreffen in verschiedenen Städten der DDR.
- I. Pioniertreffen: 18. bis 25. August 1952 in Dresden
- II. Pioniertreffen: 12. bis 18. August 1955 in Dresden
- III. Pioniertreffen: vom 14. bis 19. August 1958 in Halle
- IV. Pioniertreffen: 9. bis 20. August 1961 in Erfurt
- V. Pioniertreffen: 13. bis 16. August 1964 in Karl-Marx-Stadt
- VI. Pioniertreffen: 5. bis 9. August 1970 in Cottbus
- VII. Pioniertreffen: 15. bis 22. August 1982 in Dresden
- VIII. Pioniertreffen: 14. bis 21. August 1988 in Karl-Marx-Stadt

Auf den Pioniertreffen wurden die teilnehmenden Pioniere auf das Vermächtnis Ernst Thälmanns, den Sozialismus und die Sowjetunion eingeschworen. So versprachen auf dem I. Pioniertreffen 1952 rund 60.000 Pioniere in einem Massengelöbnis:

„Wir jungen Pioniere, Söhne und Töchter des deutschen Volkes, geloben bei unserer Pionierehre unserem Präsidenten Wilhelm Pieck, daß wir uns stets des Namens Ernst Thälmann würdig erweisen werden, der für das Glück unseres Volk gekämpft und dafür sein Leben gegeben hat. Das geloben wir! (Alle:) Das geloben wir!
 Wir geloben, daß wir im Kampf für die Errichtung eines einheitlichen, friedliebenden, demokratischen und unabhängigen Deutschland unsere ganze Kraft einsetzen werden. Das geloben wir! Wir geloben, stets unerschrocken für den Sieg des Sozialismus in unserem Lande einzutreten. (Alle:) Das geloben wir!
 Wir geloben, die Freundschaft mit der Sowjetunion zu pflegen und zu hüten so wie Ernst Thälmann und Wilhelm Pieck. (Alle:) Das geloben wir!
 Wir versprechen, vorbildlich zu leben und zu lernen, um würdige Bürger unserer Deutschen Demokratischen Republik zu werden! (Alle:) Das geloben wir!“

Briefmarken zur Pionierorganisation und zu den zentralen Pioniertreffen

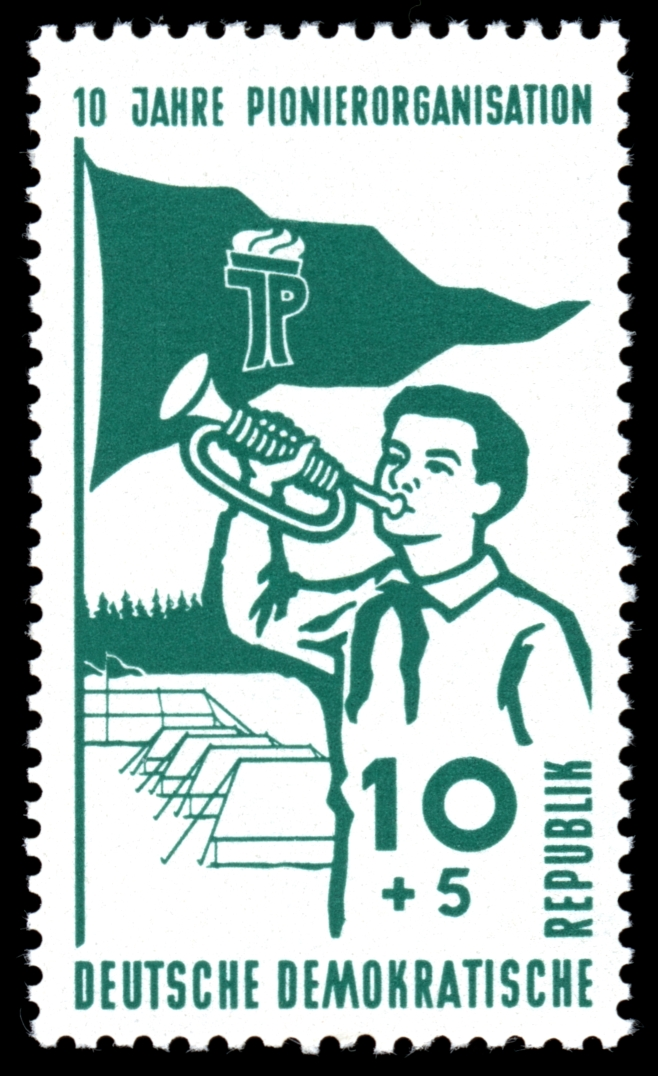
10 Pf-Briefmarke der Deutschen Post der DDR zum 10. Jahrestag der Pionierorganisation 1958
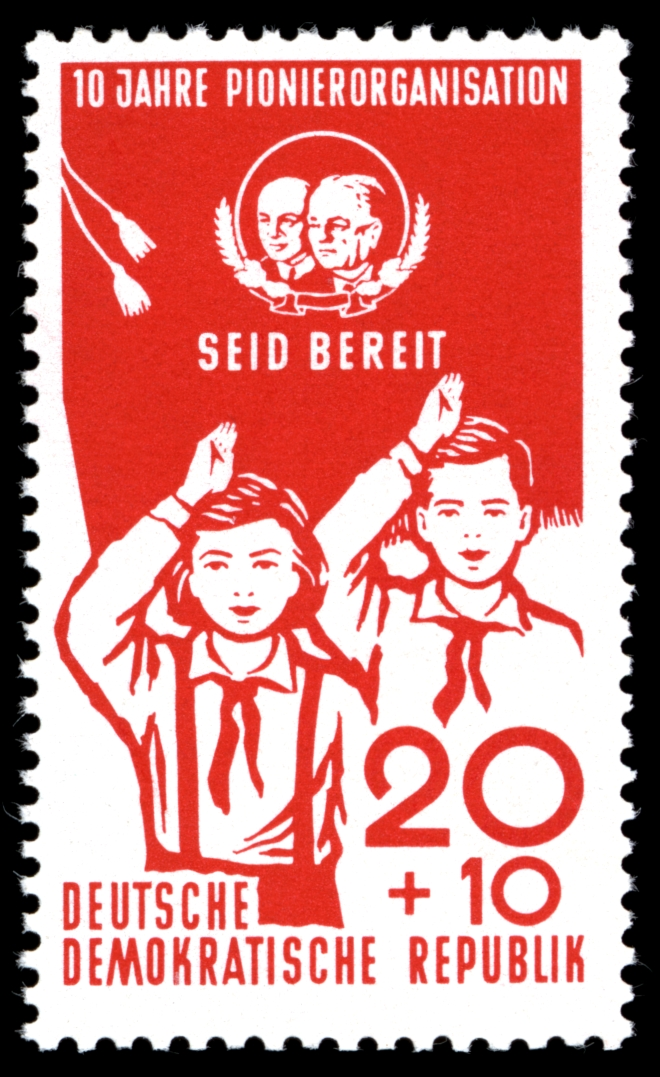
20 Pf-Briefmarke der Deutschen Post der DDR zum 10. Jahrestag der Pionierorganisation 1958

## Tonträger (Pionierlieder)
- Pionierlieder. Thomas Putensen, CD. 2001
- Wir lieben das fröhliche Leben. CD. 2003.
- Die schönsten Pionierlieder. Vol. 2. CD. 2004.